# Frasniense
| Era Eratema | Periodo Sistema | Época Serie       | Edad Piso                | Inicio, en millones de años |
| ----------- | --------------- | ----------------- | ------------------------ | --------------------------- |
| Paleozoico  | Pérmico         | Pérmico           | Pérmico                  | 298,9±0,15                  |
| Paleozoico  | Carbonífero     | Carbonífero       | Carbonífero              | 358,86±0,19                 |
| Paleozoico  | Devónico        | Superior/Tardío   | Fameniense Famenniano    | 372,15±0,46                 |
| Paleozoico  | Devónico        | Superior/Tardío   | Frasniense Frasniano     | 382,31±1,36                 |
| Paleozoico  | Devónico        | Medio             | Givetiense Givetiano     | 387,95±1,04                 |
| Paleozoico  | Devónico        | Medio             | Eifeliense Eifeliano     | 393,47±0,99                 |
| Paleozoico  | Devónico        | Inferior/Temprano | Emsiense Emsiano         | 410,62±1,95                 |
| Paleozoico  | Devónico        | Inferior/Temprano | Pragiense Pragiano       | 413,02±1,91                 |
| Paleozoico  | Devónico        | Inferior/Temprano | Lochkoviense Lochkoviano | 419,62±1,36                 |
| Paleozoico  | Silúrico        | Silúrico          | Silúrico                 | 443,1±0,9                   |
| Paleozoico  | Ordovícico      | Ordovícico        | Ordovícico               | 486,8 ±1,5                  |
| Paleozoico  | Cámbrico        | Cámbrico          | Cámbrico                 | 538,8±0,6                   |

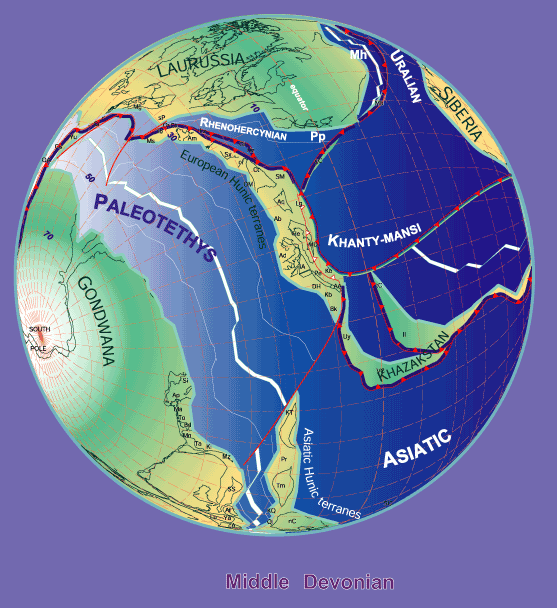
Paleogeografía y distribución de las placas tectónicas en el Frasniense

El Frasniense o Frasniano es el primer piso y edad del Devónico Superior/Tardío en la escala temporal geológica. Sucede al Givetiense (último piso del Devónico Medio) y precede al Fameniense. Se inició hace unos 382,31 millones de años y terminó hace unos 372,15 millones de años.
Durante el Frasniense se desarrollaron muchos arrecifes alrededor de las actuales Canadá y Australia. En la tierra, los primeros bosques estaban tomando forma. En Norteamérica, se iniciaron las orogenias de Antler y tacónica, contemporáneamente con la fase bretónica de la orogenia varisca en Europa.
El Frasniense se introdujo en la literatura científica por el geólogo francés Jules Gosselet en 1879. El nombre procede de la villa de Frasnes-lez-Couvin (provincia de Namur, Bélgica).

## Sección estratotipo y punto de límite global (GSSP)
La sección estratotipo y punto de límite global (GSSP) para la base del Frasniense está en la sección Col du Puech de la Suque, en la comuna  de Saint-Nazaire-de-Ladarez (distrito de Béziers, departamento de Hérault, Francia). Se caracteriza por la primera aparición del conodonto Ancyrodella rotundiloba. El piso y el GSSP fueron aprobados por la Comisión Internacional de Estratigrafía y ratificados posteriormente por la Unión Internacional de Ciencias Geológicas en 1986.
El techo del Frasniense se define por el GSSP de la base del Fameniense, que se caracteriza por la primera aparición del conodonto Palmatolepis triangularis, inmediatamente por encima de un importante horizonte de extinción, el evento Kellasser, marcado por la última aparición de los conodontos Ancyrodella y Ozarkodina y de los goniatites Gephuroceratidae y Beloceratidae.